# Marta Vintrová
Marta Vintrová BSJ (vlastním jménem Marie Vintrová; 24. června 1902, Petrovice – 7. února 1972, Bystřany) byla česká řeholnice, později představená Kongregace sester těšitelek Božského Srdce Ježíšova v Rajhradě a komunistická vězeňkyně.

## Život
Narodila se 24. června 1902 v Petrovicích u Blanska. Byla vychovávána láskou k Pánu Bohu a již v šestnácti letech se rozhodla vstoupit do řádu. Přišla do kláštera v Brně, kde ji Matka Marie Rosa Vůjtěchová přijala do Kongregace sester těšitelek Božského Srdce Ježíšova.
Dne 16. května 1919 vstoupila jako řeholnice do řádu a 4. září téhož roku splnila dočasné sliby a posléze dne 2. května 1926 splnila doživotní sliby. Výrazně se podílela společně s Marií Anežkou von Coudenhove-Honrichsovou a Rosou Vůjtěchovou na stavbě nového mateřince v Rajhradě.
Když roku 1945 Matka Marie Rosa Vůjtěchová zemřela, stala se Marta Vintrová generální představenou. Věnovala se též rekonstrukci válkou poškozeného mateřince v Rajhradě, otevírala nové filiální domy a přijímala nové sestry.
V poválečném období se též snažila pomoci Sestře Marii Anežce von Coudenhove-Honrichs, která roku 1948 obdržela dopis, podle kterého musela opustit Československo a pro svůj německý a šlechtický původ byla odsunuta.
V době socialistického režimu zažívaly sestry složité období a často se jim nedařilo. Matka Marta spolupracovala s ilegální skupinou, jež převáděla emigranty na západ. Její činnost však byla odhalena a v červnu 1952 byla obviněna z rozvracení republiky a ze špionáže pro Vatikán a odsouzena k 17 letům vězení.
Roku 1960 byla po amnestii s podlomeným zdravím propuštěna na svobodu. Žila pak v komunitě v Liblíně, kde oficiálně nemohla vykonávat svůj úřad.
Roku 1969 navštívila papeže Pavla VI., jenž udělil Kongregaci Decretum laudis za její výrazný náboženský přínos.
Dva roky před smrtí se zřekla svého úřadu. Zemřela 7. února 1972 v kruhu svých sester.